# بيتر إنجي
بيتر إنجي (بالإنجليزية: Peter Inge)‏ هو لاعب اللاكروس أسترالي، ولد في 13 ديسمبر 1977 في أديلايد في أستراليا.